# Сталингулаг
Алекса́ндр Вале́рьевич Горбуно́в  (род. 31 января 1992, Махачкала) — российский блогер, автор политических Telegram-каналов «Сталингулаг» (более 400 тыс. подписчиков) и «Саня из Дагестана» (более 55 тыс. подписчиков), ютуб-канала «Сталингулаг» (более 261 тыс. подписчиков, более 19,9 млн. просмотров). Также является автором одноимённых аккаунтов в Твиттер и Instagram, на которые в общей сложности подписаны более 1,3 миллиона пользователей. Обладатель «Серебряной кнопки YouTube» (2019).

## Биография
Родился 31 января 1992 года в Махачкале. Начал работать в 13 лет, когда заболел отец, который был единственным кормильцем в семье. Занимался сетевым маркетингом, распространял биодобавки. Искал способы заработать в интернете. Учился на юриста. В студенчестве вёл блог, посвященный сетевому маркетингу и личностному росту, играл в онлайн-покер. Когда Александр смог обеспечить себе финансовую самостоятельность, он переехал в Москву, которая оказалась гораздо более приспособлена для инвалидов.
Страдает спинальной мышечной атрофией, из-за чего в детстве очень много времени сидел дома за компьютером. Болезнь приводит к отмиранию клеток спинного мозга, и, по словам Горбунова, его заболевание прогрессирует. Передвигается на инвалидной коляске, хотя в детстве мог поднимать руки.
Живёт с женой в фактическом браке в Москве. Основной источник дохода Горбунова — частный трейдинг. В 2018 году подошёл к теме создания собственного фонда, но после выхода заметки в РБК о предполагаемом авторстве канала с ним прекратились любые контакты по этой теме. С осени 2017 года размещает на своих площадках рекламу, однако от политической рекламы, по его словам, отказывается.

## Блоги
По словам Горбунова, «Сталингулаг» возник случайно, поскольку его с детства интересовала политика. В своих записях он язвительно критикует действующую российскую действительность. «По факту, „Сталингулаг“ — это единственный популярный телеграм-канал, который пишет о том, как всё есть на самом деле», — считает Горбунов. Блоги ведёт самостоятельно.
В 2013 году Горбунов переименовал личный аккаунт в Твиттере @algorbunov в @StalinGulag. По словам Горбунова, это был «своеобразный троллинг». В 2016 году, когда в Твиттере у Сталингулага было 400 тысяч подписчиков, Горбунов завёл телеграм-канал. На май 2019 года аудитория его блога в Твиттере составляла более 1 миллиона подписчиков. Во «ВКонтакте» на группу подписаны больше 430 тысяч человек. В 2017 году политик и блогер Алексей Навальный назвал автора «Сталингулага» главным политическим колумнистом страны.
Несколько лет «Сталингулаг» был одним из самых популярных анонимных телеграм-каналов и стабильно входит в десятку самых популярных политических телеграм-каналов страны. В июле 2018 года издание РБК писало о том, что создателем анонимного телеграм-канала «Сталингулаг» может быть Горбунов, который родом из Махачкалы. Журналисты выяснили, что «в конце 2008 года на форуме по интернет-маркетингу Searchengines.guru появилась запись от имени пользователя aelexandryo, который интересовался тем, какую прибыль получит его блог, если вложить в продвижение 50 тыс. рублей … С 2011 года вёл Твиттер, постоянно отправляя подписчикам ссылки на свои посты в „Живом Журнале“ (ЖЖ) в блоге a1gorbunov … Блог в ЖЖ, а также страница Горбунова „ВКонтакте“ в настоящее время удалены … В 2017 году в телеграм-канале регулярно публиковались книжные обзоры и т. д.». Блогер не подтвердил эту информацию и связал попытки установить его личность с настойчивыми предложениями продать проект.
В конце марта 2019 года бывший сотрудник Службы безопасности Украины Василий Прозоров заявил, что телеграм-канал «Сталингулаг» был создан и контролируется украинскими спецслужбами.
В июне 2019 года Горбунов запустил политический канал «Сталингулаг» на YouTube, в котором реагировал на новости и актуальные российские проблемы. Последний новостной выпуск вышел на канале в декабре 2021 года. С сентября 2019 года на YouTube выходили видео шоу «На колёсах», в котором гости канала садятся в инвалидную коляску и на себе испытывают инклюзивность городской среды. Участниками шоу были Артемий Лебедев, Алексей Навальный, Илья Варламов и др.

## Интерес правоохранительных органов
В конце апреля 2019 года «Сталингулаг» сообщил об обысках в домах у родственников Александра Горбунова. К родителям Александра Горбунова в Махачкале пришли сотрудники местного отдела полиции, сообщив, что с его телефона поступил звонок о минировании объектов в Москве. Одним родственникам Горбунова сотрудники правоохранительных органов говорили, что он «минировал» по телефону аэропорт, другим — торговый центр. По словам матери, Татьяны Горбуновой, к ним пришли шестеро полицейских «в бронежилетах и с автоматами. Удостоверения или ордер на обыск не показывали. Потом один из них сказал, мол, скажите „спасибо“, что мы зашли мирно и не положили вас лицами в пол, ведь мы же не знаем, кто стоит у вас за дверью». Горбунов уточнил у полицейских, тот ли это телефон, с которого он разговаривает с ними, на что получил отрицательный ответ. После этого Горбунов завёл ещё один телеграм-канал «Саня из Дагестана».
По словам Горбунова, после обысков с ним связался Павел Дуров, который предложил ему помощь в выезде из страны. Также администрация Телеграм произвела верификацию канала. Журналисты BAZA вышли на мать Горбунова, которая призналась, что её сын и есть «Сталингулаг». 2 мая Александр Горбунов в интервью Би-Би-Си подтвердил, что он действительно автор телеграм-канала «Сталингулаг». Горбунов заявил, что «не причинил никому никакого вреда и ни в чём не виноват… Я не боюсь за себя, мне ничего нельзя сделать — применить ко мне какие-то методы ограничения, учитывая, что они у меня есть с самого рождения, невозможно. Причинить мне телесный или физический вред тоже невозможно, потому что боль со мной, она всегда присутствует. У меня нет никаких иллюзий, нет надежд на какую-то старость, я прекрасно все понимаю — грубо говоря, годом раньше, годом позже — что это значит в масштабах Вселенной?».
В начале июня 2019 года Горбунов сообщил, что на домашний адрес его родителей, которые живут в Махачкале, пришло уведомление от московского управления МВД о проведении проверки, в котором указано, что поводом для проверки стало обращение самого Горбунова. Горбунов высказал недоумение, почему письмо о нём пришло родителям, учитывая, что он давно прописан не в Махачкале, а в Москве. После произошедшего Горбунов решил принять помощь от объединения «Агора», адвокат которого Ильнур Шарапов направил запрос в МВД России в связи с произошедшим.